# Płaszczyzna S
Płaszczyzna S, płaszczyzna s – płaszczyzna zespolona, na której przedstawia się wykresy funkcji poddanych przekształceniu Laplace’a. Jest to matematyczna dziedzina, w której zamiast spoglądać na procesy w dziedzinie czasu, gdzie modeluje się je za pomocą funkcji czasu, widzi się je jako równania w dziedzinie częstotliwości. Płaszczyzna S wykorzystywana jest jako narzędzie analizy graficznej w inżynierii i fizyce.
Funkcja rzeczywista czasu może być przetransformowana na płaszczyznę S poprzez scałkowanie iloczynu takiej funkcji z wyrażaniem {\displaystyle e^{-st}} w granicach od {\displaystyle -\infty } do {\displaystyle \infty ,} gdzie {\displaystyle s} jest liczbą zespoloną:
{\displaystyle \int _{-\infty }^{\infty }f(t)e^{-st}\,dt.}
Jeden ze sposobów na zrozumienie, co otrzymuje się w wyniku takiego działania, polega na zwróceniu się ku analizie Fouriera. W analizie Fouriera, krzywe harmoniczne sinus i cosinus mnożone są przez sygnał i wynikowe całkowanie dostarcza wskazówki na temat sygnału obecnego dla danej częstotliwości (na przykład energii sygnału dla danego punktu w dziedzinie częstotliwości).
Transformacja S wykonuje podobne działanie, ale o bardziej ogólnym charakterze. Wyrażenie {\displaystyle e^{-st}} ujmuje nie tylko częstotliwości, ale również rzeczywiste efekty {\displaystyle e^{-t}.} Transformacja S uwzględnia więc nie tylko przebiegi częstotliwościowe, ale także efekty o charakterze zaniku. Na przykład krzywa sinusoidalna tłumiona może być odpowiednio zamodelowana za pomocą transformacji S. Transformacja Laplace’a stanowi więc uogólnienie transformacji Fouriera
Transformacja S powszechnie określana jest mianem transformacji Laplace’a. Na płaszczyźnie S, mnożenie przez {\displaystyle s} daje efekt różniczkowania (zob. człon różniczkujący), dzielenie przez {\displaystyle s} daje efekt całkowania (zob. człon całkujący). Analiza pierwiastków zespolonych równania na płaszczyźnie S i przedstawienie ich na wykresie Arganda, może ujawnić informacje na temat charakterystyk częstotliwościowych i na temat stabilności układu (przebieg rzeczywistej funkcji czasu).